# J.C. (filme de 1972)
J.C. é um filme de 1972, realizado por William F. McGaha e com a participação de William F. McGaha, Hannibal Penney e Joanna Moore.